# اوگارچین
اوگارچین شهری در استان لووچ کشور بلغارستان است که جمعیت آن در سال ۲۰۰۱ میلادی ۲٬۹۶۰ نفر بوده‌است.